# Six Jours de Gand
Les Six Jours de Gand (en néerlandais : Zesdaagse van Vlaanderen-Gent) sont une course cycliste de six jours disputée au vélodrome Kuipke à Gand en Belgique.
Un événement sur six jours avait déjà été organisé pendant la première Guerre mondiale en 1915; sur trois vélodromes : Everghem, Mariakerke et  Gentbrugge ('t Arsenaal). Les vainqueurs finaux sont le duo Aloïs Persijn et Avile Cocquyt devant Pol Verstraete et Jules Van Renterghem,.
Les premiers Six Jours de Gand ont débuté le 30 octobre 1922 sur une piste démontable de 210 mètres dans la grande salle du Palais des floralies. En 1927, une piste fixe de 160 mètres est utilisée, mais seules deux compétitions sont ensuite organisées durant les années 1930.
La course reprend en 1947, après la Seconde Guerre mondiale. En 1955, les Six Jours changent de place dans le calendrier, passant de février-mars à novembre. Par conséquent, deux compétitions sont organisées cette année-là, l'une en février (saison 1954-1955), l'autre en novembre (saison 1955-1956). Le 12 novembre 1962, le Kuipke est détruit par les flammes. Il est reconstruit avec une nouvelle piste de 166 mètres et accueille de nouveau les Six Jours en 1965.
Parmi les vainqueurs des Six Jours de Gand figurent les grands spécialistes des Six Jours comme Rik Van Steenbergen, Peter Post, René Pijnen et Patrick Sercu, souvent associés aux grands cyclistes de l'époque tels que Rik Van Looy, Eddy Merckx et Roger De Vlaeminck, dont la présence permettait d'attirer un public nombreux. Patrick Sercu est depuis devenu directeur de la piste du Kuipke et par conséquent coorganisateur des Six jours de Gand.
L'édition 2006 des Six Jours a été interrompue et annulée en raison du décès sur chute du coureur espagnol Isaac Gálvez. Celle de 2020 n'est pas organisée, en raison de l'épidémie de Covid-19.

## Palmarès
| Année    | Vainqueur                                   | Deuxième                                    | Troisième                                   |
| -------- | ------------------------------------------- | ------------------------------------------- | ------------------------------------------- |
| 1922     | Marcel Buysse Oscar Egg                     | Lucien Buysse Henri Van Lerberghe           | Henri Wynsdau Théodore Wynsdau              |
| 1923     | Lucien Buysse Victor Standaert              | Henri Frederickx John Van Ruysseveldt       | André Narcy Camille Narcy                   |
| 1924     | Aloïs Persijn Jules Verschelden             | Lucien Buysse Jules Van Hevel               | Kamiel De Clercq Julien Delbecque           |
| 1925     | César Debaets Jules Van Hevel               | Aloïs Persijn Jules Verschelden             | Lucien Buysse Emile Thollembeek             |
| 1926     | César Debaets Emile Thollembeek             | Victor Standaert René Vermandel             | Louis Maes Isidoor Méchant                  |
| 1927     | Maurice Dewolf Hilaire Hellebaut            | Oscar Daemers Albert Maes                   | Raphaël Fonteyne Karel Clapdorp             |
| 1928-35  | Non-disputés                                |                                             |                                             |
| 1936     | Albert Billiet Camile Dekuysscher           | Kees Pellenaars Frans Slaats                | Gustav Kilian Heinz Vöpel                   |
| 1937     | Non-disputés                                |                                             |                                             |
| 1938     | Kees Pellenaars Frans Slaats                | Albert Billiet Albert Buysse                | Frans van den Broek Louis van Schijndel     |
| 1938-46  | Non-disputés                                |                                             |                                             |
| 1947     | Gerrit Boeijen Gerrit Schulte               | Robert Naeye Rik Van Steenbergen            | Camile Dekuysscher Albert Sercu             |
| 1948     | Achiel Bruneel Camile Dekuysscher           | René Adriaenssens Albert Bruylandt          | Albert Sercu Fernand Spelte                 |
| 1949     | Gerrit Boeijen Gerrit Schulte               | Marcel Kint Rik Van Steenbergen             | Reginald Arnold Alfred Strom                |
| 1950     | Gerrit Peters Gerrit Schulte                | Robert Naeye Rik Van Steenbergen            | Achiel Bruneel Albert Bruylandt             |
| 1951     | René Adriaenssens Albert Bruylandt          | Achiel Bruneel Rik Van Steenbergen          | Reginald Arnold Alfred Strom                |
| 1952     | Walter Bucher Armin Von Bueren              | Gérard Buyl Valère Ollivier                 | Arthur Mommerency Henri Tytgat              |
| 1953     | Achiel Bruneel Arsène Rijckaert             | Reginald Arnold Alfred Strom                | Gerrit Peters Gerrit Schulte                |
| 1954     | Stan Ockers Rik Van Steenbergen             | Lucien Acou Achiel Bruneel                  | Lucien Gillen Ferdinando Terruzzi           |
| 1955 (1) | Lucien Gillen Ferdinando Terruzzi           | Dominique Forlini Georges Senfftleben       | Stan Ockers Rik Van Steenbergen             |
| 1955 (2) | Emile Severeyns Rik Van Steenbergen         | Stan Ockers Ferdinando Terruzzi             | Reginald Arnold Fred De Bruyne              |
| 1956     | Reginald Arnold Ferdinando Terruzzi         | Emile Severeyns Rik Van Steenbergen         | Walter Bucher Jean Roth                     |
| 1957     | Fred De Bruyne Rik Van Steenbergen          | Reginald Arnold Ferdinando Terruzzi         | Gerrit Schulte Willy Vannitsen              |
| 1958     | Reginald Arnold Rik Van Looy                | Emile Severeyns Rik Van Steenbergen         | Gerrit Schulte Ferdinando Terruzzi          |
| 1959     | Fred De Bruyne Rik Van Steenbergen          | André Darrigade Gerrit Schulte              | Reginald Arnold Michel Van Aerde            |
| 1960     | Peter Post Rik Van Looy                     | Emile Severeyns Rik Van Steenbergen         | Reginald Arnold José Denoyette              |
| 1961     | Peter Post Rik Van Looy                     | Emile Severeyns Rik Van Steenbergen         | Klaus Bugdahl Arthur De Cabooter            |
| 1962-64  | Non-disputés                                |                                             |                                             |
| 1965     | Eddy Merckx Patrick Sercu                   | Peter Post Tom Simpson                      | Emile Severeyns Rik Van Steenbergen         |
| 1966     | Fritz Pfenninger Peter Post                 | Klaus Bugdahl Patrick Sercu                 | Rudi Altig Sigi Renz                        |
| 1967     | Eddy Merckx Patrick Sercu                   | Freddy Eugen Palle Lykke Jensen             | Fritz Pfenninger Peter Post                 |
| 1968     | Leo Duyndam Peter Post                      | Patrick Sercu Rik Van Looy                  | Fritz Pfenninger Louis Pfenninger           |
| 1969     | Rudi Altig Sigi Renz                        | Patrick Sercu Alain Van Lancker             | Peter Post Norbert Seeuws                   |
| 1970     | Jean-Pierre Monseré Patrick Sercu           | Roger De Vlaeminck Peter Post               | Graeme Gilmore Julien Stevens               |
| 1971     | Roger De Vlaeminck Patrick Sercu            | Ferdinand Bracke Peter Post                 | Julien Stevens Theo Verschueren             |
| 1972     | Patrick Sercu Julien Stevens                | Norbert Seeuws Alain Van Lancker            | Graeme Gilmore Walter Godefroot             |
| 1973     | Graeme Gilmore Patrick Sercu                | Leo Duyndam René Pijnen                     | Cees Stam Theo Verschueren                  |
| 1974     | Graeme Gilmore Julien Stevens               | Sigi Renz Patrick Sercu                     | René Pijnen Roy Schuiten                    |
| 1975     | Eddy Merckx Patrick Sercu                   | Graeme Gilmore Julien Stevens               | Klaus Bugdahl Alain Van Lancker             |
| 1976     | Donald Allan Danny Clark                    | Patrick Sercu Ferdi Van Den Haute           | Graeme Gilmore Julien Stevens               |
| 1977     | Eddy Merckx Patrick Sercu                   | Danny Clark Freddy Maertens                 | Albert Fritz Wilfried Peffgen               |
| 1978     | Gerrie Knetemann Patrick Sercu              | Danny Clark Ferdi Van Den Haute             | Roman Hermann Stan Tourné                   |
| 1979     | Donald Allan Danny Clark                    | Patrick Sercu Stan Tourné                   | René Pijnen Michel Vaarten                  |
| 1980     | Albert Fritz Patrick Sercu                  | Donald Allan Danny Clark                    | Willy Debosscher René Pijnen                |
| 1981     | Gert Frank Patrick Sercu                    | Danny Clark Etienne De Wilde                | Willy Debosscher René Pijnen                |
| 1982     | Donald Allan Danny Clark                    | Robert Dill-Bundi Urs Freuler               | Roger De Vlaeminck Patrick Sercu            |
| 1983     | Etienne De Wilde René Pijnen                | Albert Fritz Dietrich Thurau                | Romain Costermans Michel Vaarten            |
| 1984     | Gert Frank Hans-Henrik Ørsted               | Etienne De Wilde Stan Tourné                | Danny Clark Anthony Doyle                   |
| 1985     | Etienne De Wilde Stan Tourné                | Anthony Doyle Michel Vaarten                | Rudy Dhaenens Roman Hermann                 |
| 1986     | Danny Clark Anthony Doyle                   | Etienne De Wilde Stan Tourné                | Gert Frank Michel Vaarten                   |
| 1987     | Danny Clark Etienne De Wilde                | Roman Hermann Stan Tourné                   | Pierangelo Bincoletto Hans-Henrik Ørsted    |
| 1988     | Urs Freuler Roman Hermann                   | Etienne De Wilde Stan Tourné                | Danny Clark Anthony Doyle                   |
| 1989     | Etienne De Wilde Stan Tourné                | Danny Clark Konstantin Khrabvzov            | Urs Freuler Hans-Rüdi Märki                 |
| 1990     | Danny Clark Roland Günther                  | Marat Ganeïev Konstantin Khrabvzov          | Urs Freuler Hans-Rüdi Märki                 |
| 1991     | Etienne De Wilde Anthony Doyle              | Peter Pieters Stan Tourné                   | Roland Günther Rik Van Slycke               |
| 1992     | Etienne De Wilde Jens Veggerby              | Urs Freuler Peter Pieters                   | Bruno Risi Rik Van Slycke                   |
| 1993     | Kurt Betschart Bruno Risi                   | Urs Freuler Werner Stutz                    | Johan Bruyneel Etienne De Wilde             |
| 1994     | Danny Clark Etienne De Wilde                | Urs Freuler Carsten Wolf                    | Jimmi Madsen Peter Van Petegem              |
| 1995     | Etienne De Wilde Andreas Kappes             | Jimmi Madsen Jens Veggerby                  | Silvio Martinello Marco Villa               |
| 1996     | Kurt Betschart Bruno Risi                   | Adriano Baffi Etienne De Wilde              | Andreas Kappes Carsten Wolf                 |
| 1997     | Etienne De Wilde Matthew Gilmore            | Jimmi Madsen Jens Veggerby                  | Silvio Martinello Marco Villa               |
| 1998     | Silvio Martinello Marco Villa               | Etienne De Wilde Andreas Kappes             | Tayeb Braikia Jimmi Madsen                  |
| 1999     | Jimmi Madsen Scott McGrory                  | Adriano Baffi Silvio Martinello             | Etienne De Wilde Matthew Gilmore            |
| 2000     | Matthew Gilmore Silvio Martinello           | Brett Aitken Scott McGrory                  | Adriano Baffi Frank Corvers                 |
| 2001     | Matthew Gilmore Scott McGrory               | Kurt Betschart Bruno Risi                   | Etienne De Wilde Andreas Kappes             |
| 2002     | Kurt Betschart Bruno Risi                   | Matthew Gilmore Bradley Wiggins             | Jimmi Madsen Marty Nothstein                |
| 2003     | Matthew Gilmore Bradley Wiggins             | Robert Slippens Danny Stam                  | Kurt Betschart Bruno Risi                   |
| 2004     | Robert Slippens Danny Stam                  | Andreas Beikirch Iljo Keisse                | Gerd Dörich Andreas Kappes                  |
| 2005     | Matthew Gilmore Iljo Keisse                 | Robert Slippens Danny Stam                  | Andreas Beikirch Kurt Betschart             |
| 2006     | Annulés                                     |                                             |                                             |
| 2007     | Robert Bartko Iljo Keisse                   | Franco Marvulli Bruno Risi                  | Robert Slippens Danny Stam                  |
| 2008     | Robert Bartko Iljo Keisse                   | Leif Lampater Erik Zabel                    | Andreas Beikirch Kenny De Ketele            |
| 2009     | Michael Mørkøv Alex Rasmussen               | Iljo Keisse Roger Kluge                     | Franco Marvulli Bruno Risi                  |
| 2010     | Iljo Keisse Peter Schep                     | Kenny De Ketele Leif Lampater               | Robert Bartko Danilo Hondo                  |
| 2011     | Kenny De Ketele Robert Bartko               | Peter Schep Wim Stroetinga                  | Morgan Kneisky Marc Hester                  |
| 2012     | Iljo Keisse Glenn O'Shea                    | Kenny De Ketele Gijs Van Hoecke             | Robert Bartko Silvan Dillier                |
| 2013     | Jasper De Buyst Leif Lampater               | Iljo Keisse Wim Stroetinga                  | Kenny De Ketele Gijs Van Hoecke             |
| 2014     | Jasper De Buyst Kenny De Ketele             | Mark Cavendish Iljo Keisse                  | Silvan Dillier Leif Lampater                |
| 2015     | Michael Mørkøv Iljo Keisse                  | Gijs Van Hoecke Kenny De Ketele             | Jasper De Buyst Otto Vergaerde              |
| 2016     | Bradley Wiggins Mark Cavendish              | Moreno De Pauw Kenny De Ketele              | Elia Viviani Iljo Keisse                    |
| 2017     | Moreno De Pauw Kenny De Ketele              | Morgan Kneisky Benjamin Thomas              | Yoeri Havik Wim Stroetinga                  |
| 2018     | Iljo Keisse Elia Viviani                    | Robbe Ghys Kenny De Ketele                  | Tosh Van der Sande Jasper De Buyst          |
| 2019     | Robbe Ghys Kenny De Ketele                  | Tosh Van der Sande Jasper De Buyst          | Roger Kluge Theo Reinhardt                  |
| 2020     | annulé en raison de la pandémie de Covid-19 | annulé en raison de la pandémie de Covid-19 | annulé en raison de la pandémie de Covid-19 |
| 2021     | Robbe Ghys Kenny De Ketele                  | Roger Kluge Jasper De Buyst                 | Michael Mørkøv Lasse Norman Hansen          |
| 2022     | Robbe Ghys Lindsay De Vylder                | Fabio Van den Bossche Yoeri Havik           | Iljo Keisse Jasper De Buyst                 |
| 2023     | Robbe Ghys Lindsay De Vylder                | Jan-Willem van Schip Yoeri Havik            | Fabio Van den Bossche Jules Hesters         |
| 2024     | Benjamin Thomas Fabio Van den Bossche       | Robbe Ghys Lindsay De Vylder                | Jules Hesters Aaron Gate                    |